# Хадзимихаил, Теофилос
Теофилос Хадзимихаил (греч. Θεόφιλος Χατζημιχαήλ), он же Теофилос Кефалас (греч. Θεόφιλος Κεφαλάς), Вариа Лесбос, 1870; — Вариа Лесбос, 24 марта; 1934), более известный просто как Теофилос (греч. Θεόφιλος) — один из самых видных представителей греческой наивной живописи конца 19-го — начала 20-го веков. Доминирующий элемент его работы — эллинизм и иллюстрирование греческой истории и народной традиции.

## Биография
Точная дата рождения Теофилоса неизвестна. Общепринято считать, что он родился в период 1867—1870 в селе Вариа Лесбоса. Его отец, Гавриил Кефалас, был сапожником, мать, Пенелопа Хадзимихаил, была дочерью иконописца. В детском возрасте проявил посредственные способности в школе, но особенный интерес к живописи. Первые навыки живописи получил у своего деда.
Жизнь Теофилоса в селе была трудной. Одной и основных причин было то, что Теофилос постоянно носил традиционную для континентальной, но не для островной Греции фустанеллу, что вызывало постоянные насмешки.
В возрасте 18 лет Теофилос оставил село и работал в качестве швейцара в консульстве Греции в Смирне. Через несколько лет в 1897 году он обосновался в городе Волос в Греческом королевстве.
Подрабатывая от случая к случаю, Теофилос расписывал дома и магазины Некоторые из этих росписей сохранились по сегодняшний день. Много лет своей жизни он провёл на близлежащей горе Пелион. Его покровителем в тот период был землевладелец Яннис Кондос, по заказу которого Теофилос выполнил большое число росписей. Дом Кондоса сегодня является Музеем Теофилоса. Кроме художественной деятельности, Теофилос принимал участие в организации народных театральных представлений во время национальных праздников и Масленицы, где он сам выступал в главных ролях, одетый как Александр Великий, с учениками выстроенными в македонскую фалангу, или как герой Греческой революции, с оружием и костюмами собственного изготовления.
В 1927 году Теофилос вернулся на Лесбос, который после его освобождения греческим флотом в 1912 году, воссоединился с Грецией. По некоторым источникам, причиной отъезда стал инцидент с посетителем кофейни, где Теофилос расписывал стены.
На Лесбосе, несмотря на насмешки жителей, Теофилос выполнил достаточно большое число росписей, за бесценок, обычно за тарелку еды и немного вина. Многие из его работ того периода не сохранились.
Здесь на Лесбосе, его встретил известный критик искусства и издатель Стратис Элефтериадис, он же Терьяд (Tériade), который проживал постоянно в Париже. Элефтериадису, в значительной степени, принадлежит заслуга как в признании творчества Теофилоса, так и его международное признание, которое однако пришло после смерти художника.
На деньги Элефтериадиса в 1964 году в Вариа был построен Музей Теофилоса.
Свои работы художник обычно подписывал используя фамилию матери. Единственная работа в которой он подписался своей официальной отцовской фамилией, Теофил Гавриил Кефалас, стала икона Святых Константина и Елены в ризнице церкви Архангелов в Милиес Пелиона.
Теофилос умер в марте 1934 года.

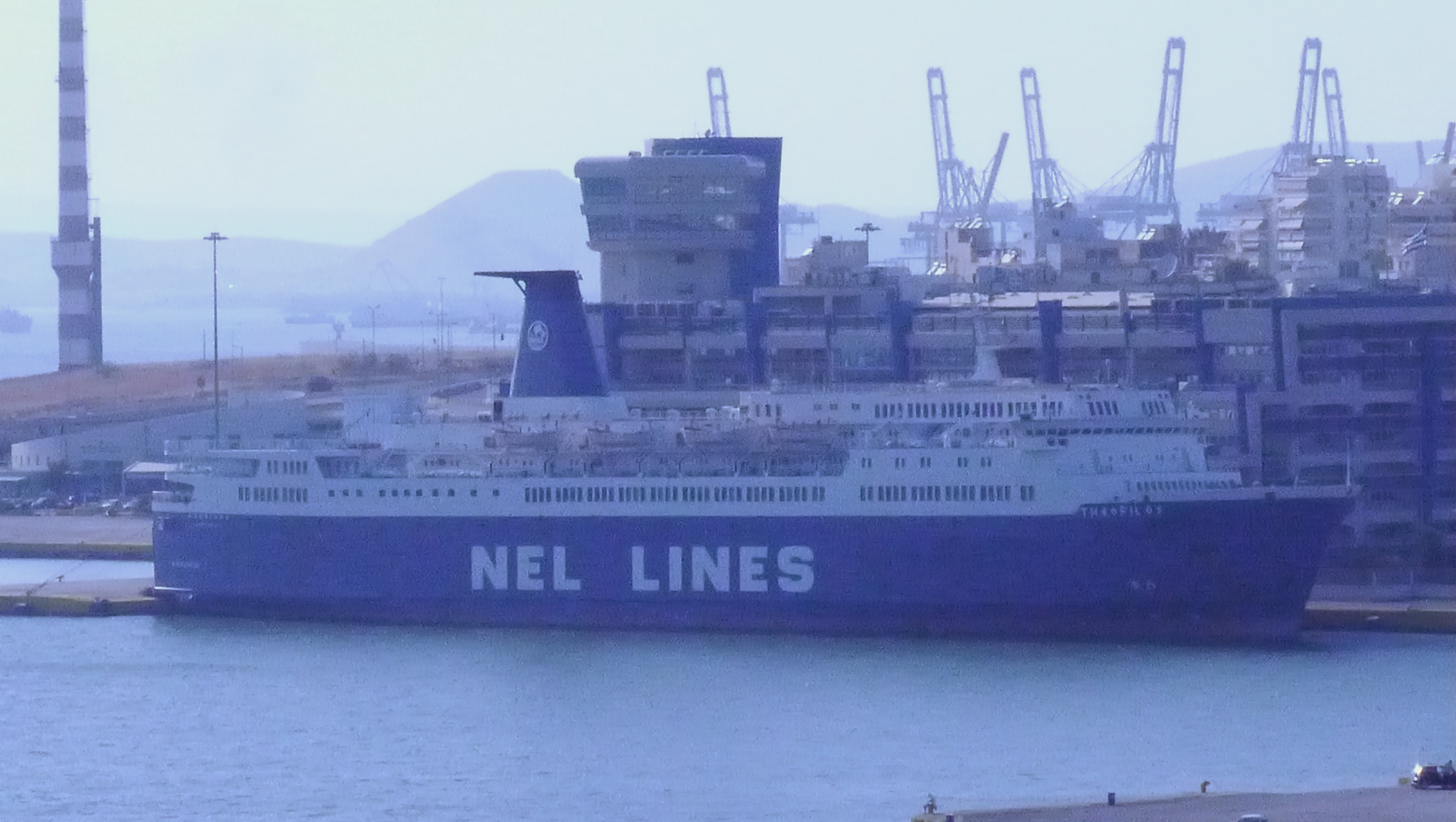
Автопассажирский паром «Теофилос».

Через год в 1935 году его работы были выставлены в Лувре, как образцы подлинного народного (наивного) художника Греции.
Кроме сёл и городов Пелиона и Лесбоса, работы художника хранятся и выставляются во многих галереях и музеях Греции.
Его именем названы улицы, а также автопассажирский паром, работающий на линии Пирей-Лесбос. (К слову, паром MS Theofilos состоит в классе Российского морского регистра судоходства).

## Галерея

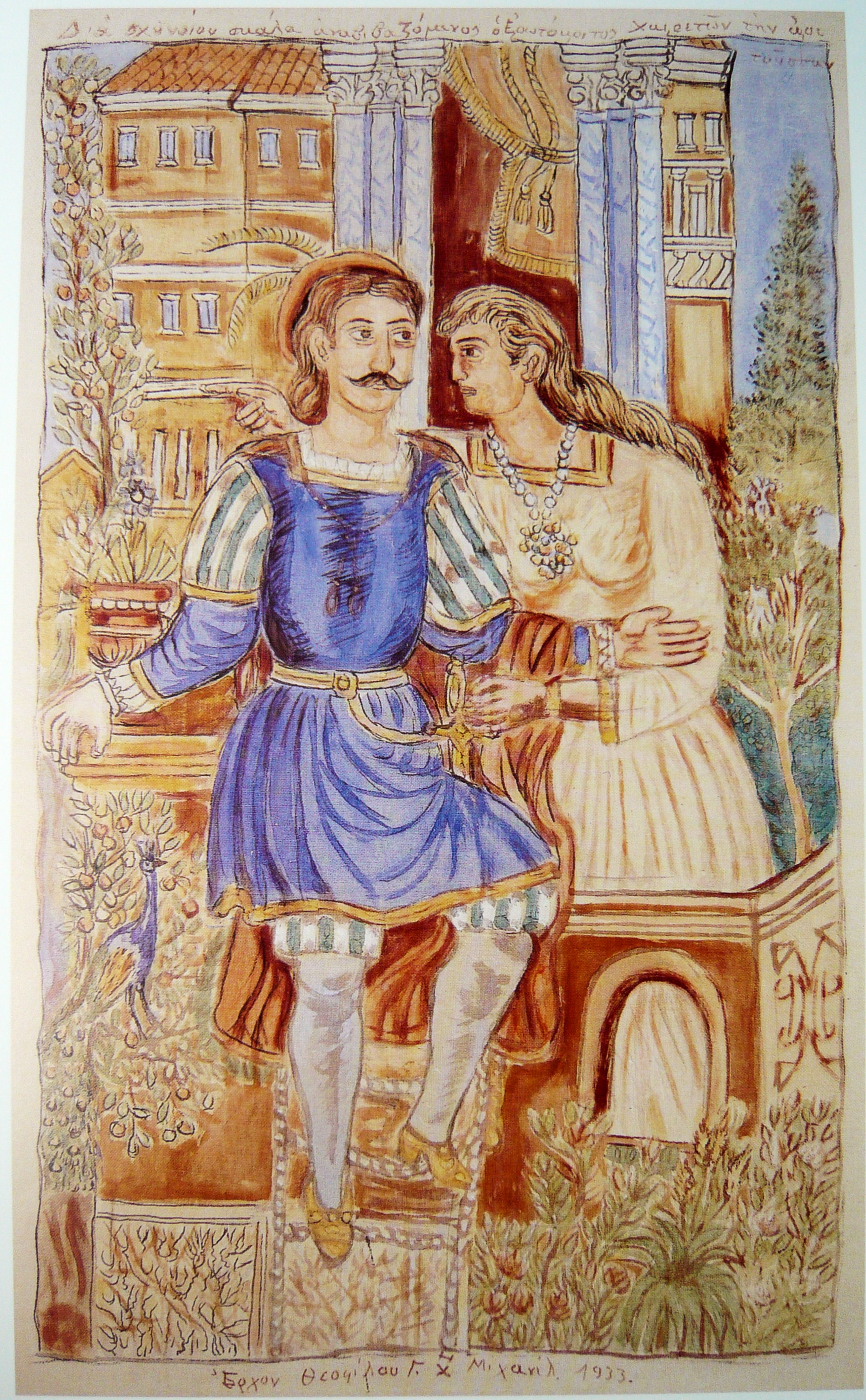
Эротокритос и Аретуза
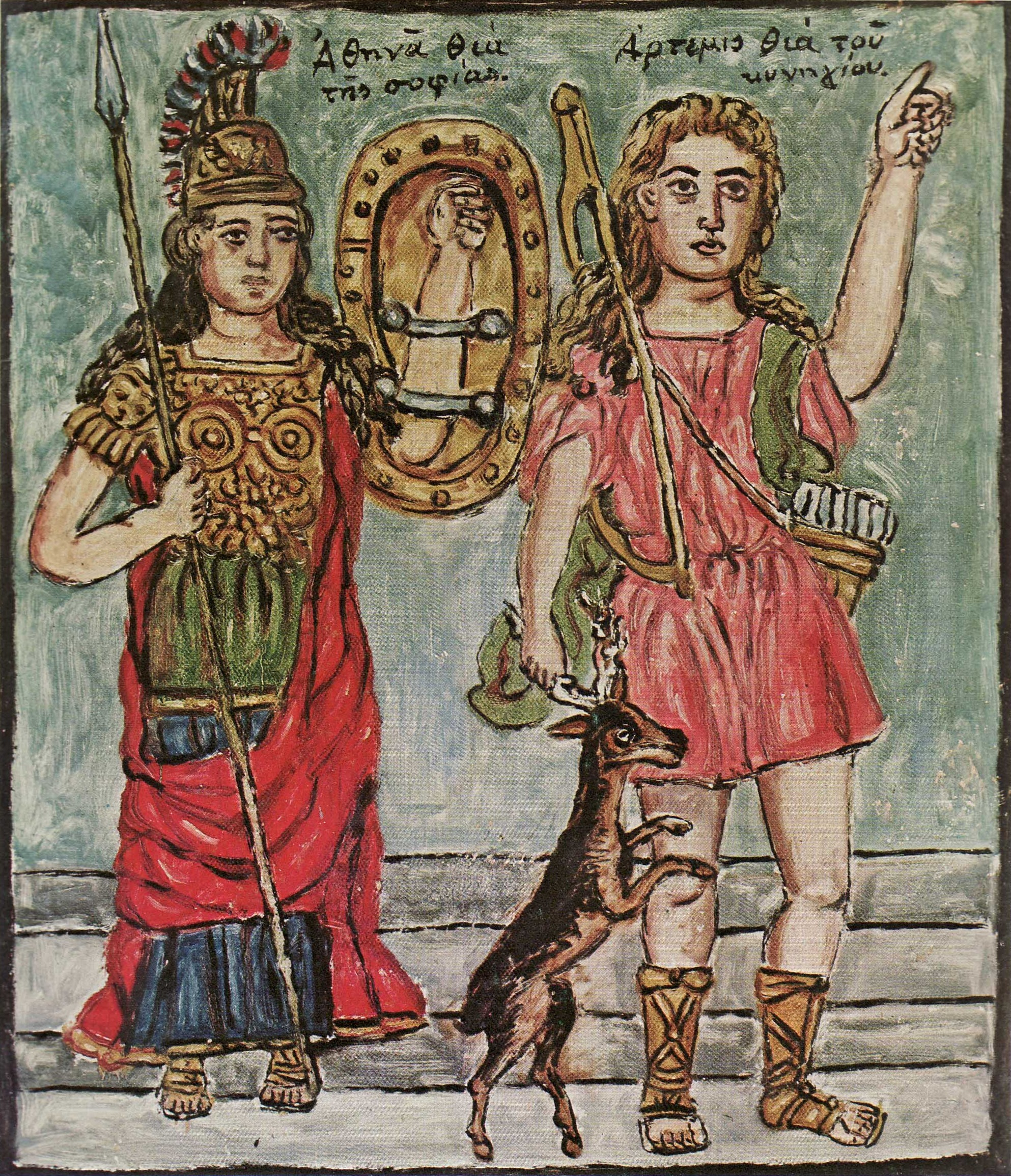
Афина и Артемида
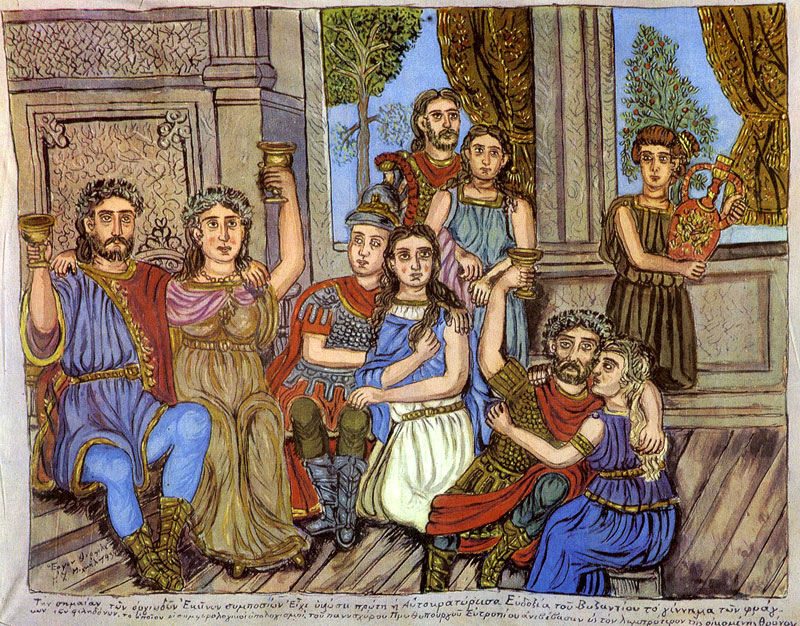
Симпосий императрицы Эвдоксии
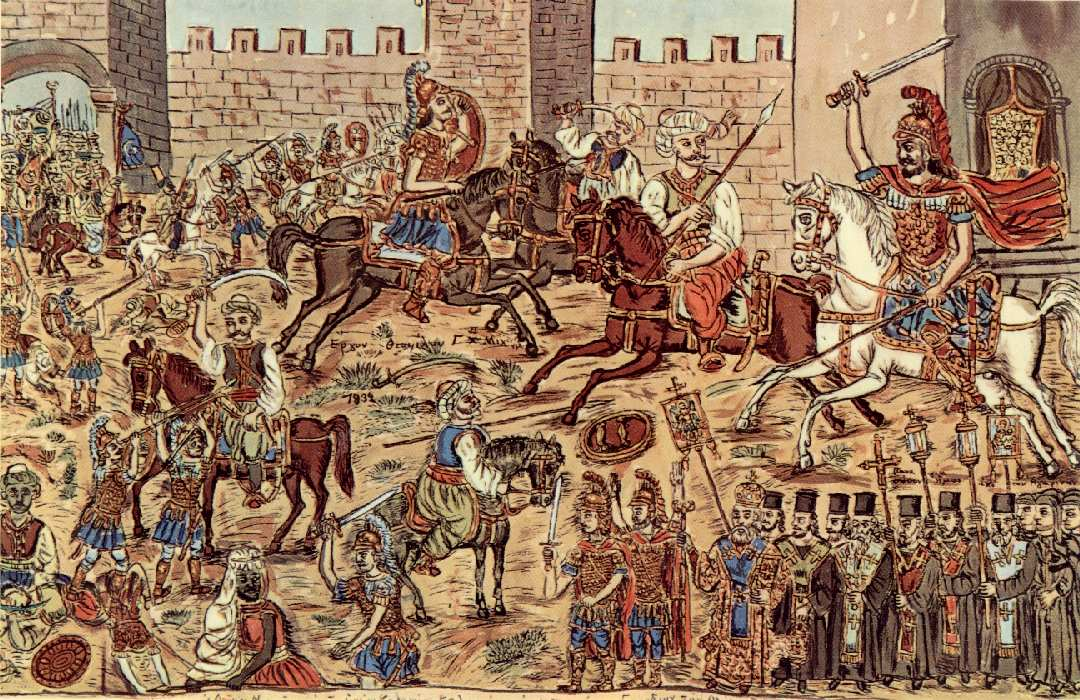
Константин XI Палеолог
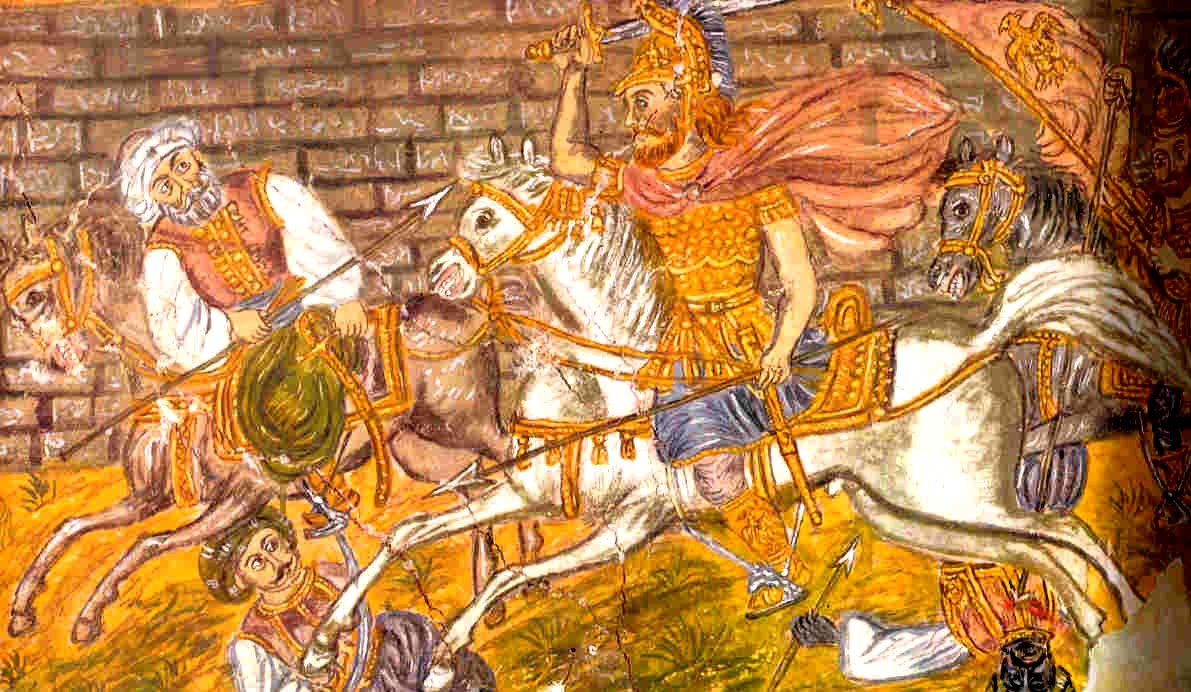
Александр Македонский
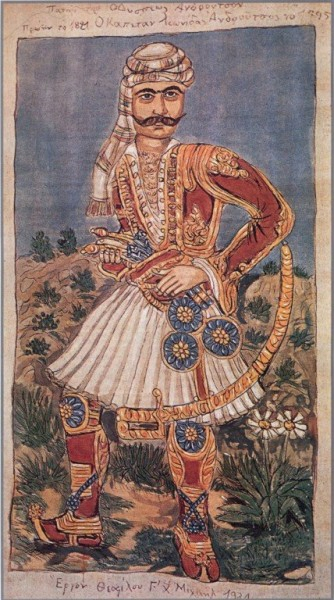
Капитан Андруцос, отец Одиссея Андруцоса
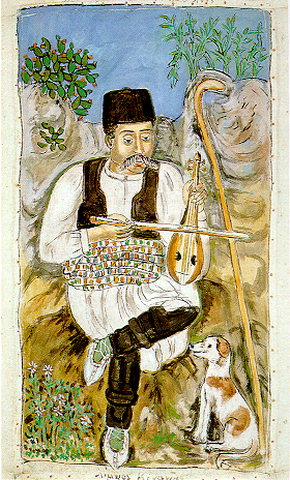
Музыкант с острова Лемнос.

## Фильмы
- The Internet Movie Database, Theofilos (1987)